# Xã Jefferson, Quận Harrison, Missouri
Xã Jefferson (tiếng Anh: Jefferson Township) là một xã thuộc quận Harrison, tiểu bang Missouri, Hoa Kỳ. Năm 2010, dân số của xã này là 328 người.